# Paso de Karakar
El Paso de Karakar (elevación 1336 m.) es un paso de montaña en el Hindu Kush de Pakistán, que conecta Swat y Buner en Jaiber Pastunjuá (Khyber Pakhtunkhwa). Desde lo alto del paso, puede observarse el valle de Buner.
Fue en este paso en febrero de 1586 donde unos 8.000 soldados mogoles, incluido su comandante en jefe Birbal, fueron asesinados por los lascares de la tribu yusufzai dirigidos por Kalu Khan. Este fue el mayor desastre al que se enfrentó el ejército mogol durante el reinado de Akbar.

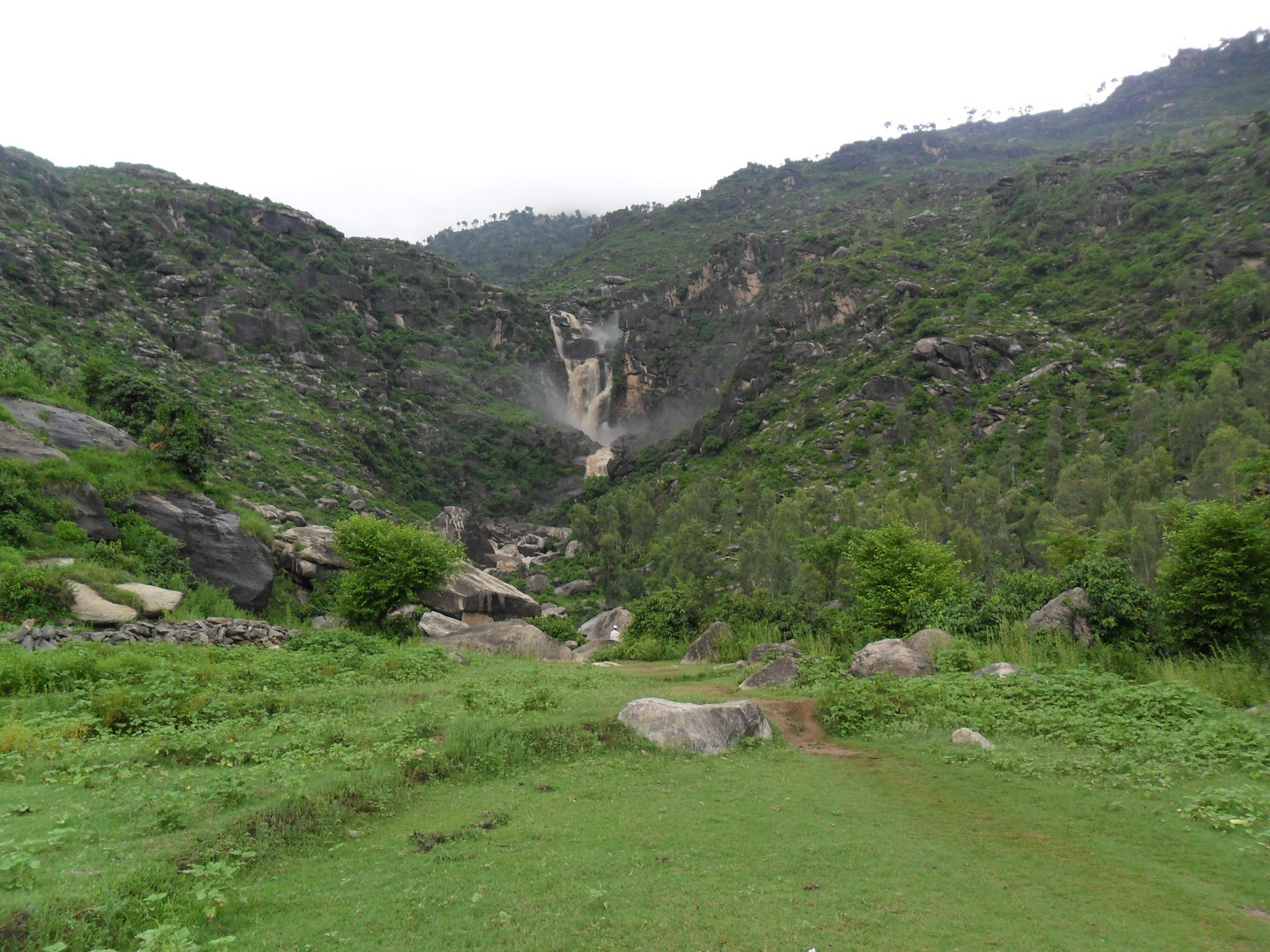
Una cascada ubicada en el paso de Karakar

La carretera de 45 km de largo que va desde Pir Baba hasta Barikot, pasa por Elum Ghar y asciendo atravesando bosques de pinos hasta llegar al paso de Karakar.